# 斯托克斯定律
斯托克斯定律（Stokes law）在雷诺数很小的情况下，球形物体在流体中运动所受到的阻力，等于该球形物体的半径、速度、流体的黏度与{\displaystyle 6\pi }的乘积。
{\displaystyle F_{d}=6\pi \eta rv}
如果物体在流体中因自身的重量而下落，则其最终速度为：
{\displaystyle V_{s}={\frac {2}{9}}{\frac {r^{2}g(\rho _{p}-\rho _{f})}{\eta }}}
{\displaystyle \rho _{p}}為物體密度，{\displaystyle \rho _{f}}為流體密度
1. ↑  王礼祥.  (PDF). 物理通报. 1991年, (第三期): 5-6.[]